# Indien i olympiska sommarspelen 1948
Indien deltog med 79 deltagare vid de olympiska sommarspelen 1948 i London. Totalt vann de en guldmedalj.

## Medalj

### Guld
- Leslie Claudius, Keshav Dutt, Walter D'Souza, Lawrie Fernandes, Ranganathan Francis, Gerry Glacken, Akhtar Hussain, Patrick Jansen, Amir Kumar, Kishan Lal, Leo Pinto, Jaswant Singh Rajput, Latif-ur-Rehman, Reginald Rodrigues, Balbir Singh, Sr., Randhir Singh Gentle, Grahanandan Singh, K. D. Singh, Trilochan Singh och Maxie Vaz - Landhockey.